# زاغ‌لی
زاغ‌لی (به لاتین: Zağlı) یک منطقه مسکونی در جمهوری آذربایجان است که در شهرستان شابران واقع شده است.